# Bagnówka pałkowa

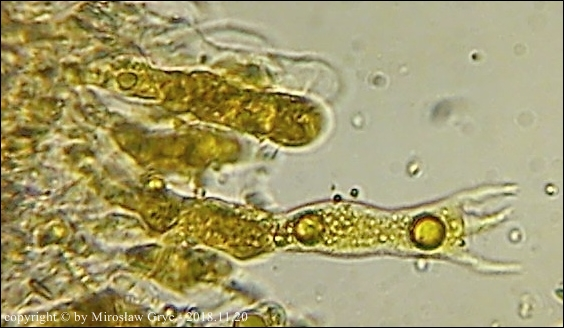
Zdjęcie mikroskopowe

Bagnówka pałkowa (Epithele typhae (Pers.) Pat.) – gatunek grzybów należący do rodziny żagwiowatych (Polyporaceae).

## Systematyka i nazewnictwo
Pozycja w klasyfikacji według Index Fungorum: Epithele, Polyporaceae, Polyporales, Incertae sedis, Agaricomycetes, Agaricomycotina, Basidiomycota, Fungi.
Po raz pierwszy takson ten zdiagnozował w 1822 r. Christiaan Hendrik Persoon, nadając mu nazwę Athelia typhae. Potem zaliczany był do różnych innych rodzajów. Obecną, uznaną przez Index Fungorum nazwę nadał mu w 1900 r. Narcisse Théophile Patouillard przenosząc go do utworzonego przez siebie rodzaju Epithele. Ma 9 synonimów. Polską nazwę zaproponował Władysław Wojewoda w 2003 r.

## Morfologia
Grzyb jednoroczny o charakterystycznej budowie, łatwy do rozróżnienia od innych ze względu na budowę, a także specyficzne miejsce występowania. Tworzy rozpostarte owocniki z kolczastym hymenoforem. Kolce zbudowane ze splątanych, cienkościennych strzępek. Bazydiospory bardzo duże, o wymiarach 16–30 × 5,5–8 µm, nieamyloidalne.

## Występowanie i siedlisko
Znane jest występowanie bagnówki pałkowej głównie w Europie. Poza nią podano jej pojedyncze stanowiska tylko w Japonii i Ameryce Północnej. W Polsce do 2003 r. podano tylko dwa stanowiska i to już historyczne (Bogumir Eichler, Międzyrzec Podlaski, 1903, 1907). Aktualne stanowiska podaje internetowy atlas grzybów. Gatunek ten znajduje się na Czerwonej liście roślin i grzybów Polski. Ma status E – gatunek narażony na wymarcie, którego przeżycie jest mało prawdopodobne, jeśli nadal będą działać czynniki zagrożenia.
Grzyb saprotroficzny występujący na martwych liściach pałki, turzyc i sitowia leśnego. Prawdopodobnie występuje częściej, niż to jest podawane, gdyż rozwija się w siedliskach, które przez mykologów rzadko są badane.